# Persone di cognome D'Asburgo
| Questa pagina contiene informazioni ricavate automaticamente dalle voci biografiche con l'ausilio del template Bio e di un bot. L'aggiornamento è periodico e automatico e ricostruisce completamente la pagina. Se manca una persona in questa lista, sei pregato di non aggiungerla, ma accertati piuttosto che la sua voce biografica contenga il template Bio e che i dati anagrafici siano correttamente compilati. Se il template Bio manca, inseriscilo tu stesso o, in alternativa, metti l'avviso {{tmp\|Bio}} che ne segnala la mancanza. Se i dati riportati sono sbagliati, correggi direttamente la voce biografica; le modifiche saranno visibili in questa lista entro pochi giorni. Per chiarimenti vedi il progetto antroponimi. La lista contiene solo le 99 persone che sono citate nell'enciclopedia e per le quali è stato implementato correttamente il template Bio. Pagina aggiornata al 17 ott 2024. |

Questa è una lista di persone presenti nell'enciclopedia che hanno il cognome d'Asburgo, suddivise per attività principale.

## Cardinali(2)
- Alberto d'Austria, cardinale e arcivescovo cattolico austriaco (Wiener Neustadt, n. 1559 - Bruxelles, † 1621)
- Ferdinando d'Asburgo, cardinale, arcivescovo cattolico e generale spagnolo (San Lorenzo de El Escorial, n. 1609 - Bruxelles, † 1641)

## Imperatori(7)
- Ferdinando I d'Asburgo, imperatore (Alcalá de Henares, n. 1503 - Vienna, † 1564)
- Ferdinando II d'Asburgo, imperatore (Graz, n. 1578 - Vienna, † 1637)
- Ferdinando III d'Asburgo, imperatore (Graz, n. 1608 - Vienna, † 1657)
- Giuseppe I d'Asburgo, imperatore (Vienna, n. 1678 - Vienna, † 1711)
- Leopoldo I d'Asburgo, imperatore (Vienna, n. 1640 - Vienna, † 1705)
- Massimiliano I d'Asburgo, imperatore (Wiener Neustadt, n. 1459 - Wels, † 1519)
- Rodolfo II d'Asburgo, imperatore (Vienna, n. 1552 - Praga, † 1612)

## Militari(1)
- Leopoldo Guglielmo d'Austria, militare, vescovo cattolico e collezionista d'arte austriaco (Wiener Neustadt, n. 1614 - Vienna, † 1662)

## Nobildonne(5)
- Caterina d'Asburgo, nobildonna (Rheinfelden - Landshut, † 1282)
- Clemenza d'Asburgo, nobildonna (Vienna, n. 1267)
- Maddalena d'Asburgo, nobildonna (Innsbruck, n. 1532 - Hall in Tirol, † 1590)
- Maria Maddalena d'Asburgo, nobildonna (Vienna, n. 1689 - Vienna, † 1743)
- Margherita d'Austria, nobildonna (Oudenaarde, n. 1522 - Ortona, † 1586)

## Nobili(33)
- Alberto II lo Sciancato, nobile austriaco (Habsburg, n. 1298 - Vienna, † 1358)
- Anna d'Asburgo, nobile austriaca (Praga, n. 1528 - Monaco di Baviera, † 1590)
- Anna d'Asburgo, nobile austriaca (Vienna, n. 1432 - Eckartsberga, † 1462)
- Alberto III d'Asburgo, nobile (Vienna, n. 1349 - Laxenburg, † 1395)
- Alberto IV d'Asburgo, nobile (Vienna, n. 1377 - Klosterneuburg, † 1404)
- Alberto VI d'Asburgo, nobile (Vienna, n. 1418 - Vienna, † 1463)
- Anna d'Asburgo, nobile austriaca (n. 1280 - Breslavia, † 1328)
- Carlo Giuseppe d'Asburgo, nobile e vescovo cattolico austriaco (Vienna, n. 1649 - Linz, † 1664)
- Hartmann d'Asburgo, nobile (Rheinfelden - fiume Reno, † 1281)
- Margherita d'Asburgo, nobile (Bruxelles, n. 1480 - Malines, † 1530)
- Margherita d'Asburgo, nobile austriaca (Vienna, n. 1346 - Brno, † 1366)
- Margherita d'Asburgo, nobile (Vienna, n. 1395 - Burghausen, † 1447)
- Margherita d'Asburgo, nobile (n. 1567 - † 1633)
- Maria Anna Giuseppina d'Asburgo, nobile (Ratisbona, n. 1654 - Vienna, † 1689)
- Maria Elisabetta d'Asburgo, nobile austriaca (Linz, n. 1680 - Morlanwelz, † 1741)
- Maria Teresa d'Asburgo, nobile austriaca (Vienna, n. 1684 - Castello di Kaiserebersdorf, † 1696)
- Ranieri Giuseppe d'Asburgo-Lorena, nobile austriaco (Pisa, n. 1783 - Bolzano, † 1853)
- Werner III d'Asburgo, nobile tedesco (Roma, † 1167)
- Carlo Ludovico d'Asburgo-Lorena, nobile (Schönbrunn, n. 1833 - Schönbrunn, † 1896)
- Barbara d'Austria, nobile austriaca (Vienna, n. 1539 - Ferrara, † 1572)
- Carlo di Spagna, nobile (Madrid, n. 1607 - Madrid, † 1632)
- Caterina Renata d'Asburgo, nobile austriaca (Graz, n. 1576 - Graz, † 1599)
- Caterina d'Austria, nobile (Vienna, n. 1533 - Linz, † 1572)
- Ernesto d'Austria, nobile austriaco (Vienna, n. 1553 - Bruxelles, † 1595)
- Federico I d'Asburgo, nobile (Vienna, n. 1289 - Gutenstein, † 1330)
- Filippo Prospero di Spagna, nobile spagnolo (Madrid, n. 1657 - Madrid, † 1661)
- Gregoria Massimiliana d'Asburgo, nobile austriaca (Graz, n. 1581 - Graz, † 1597)
- Maria Anna d'Asburgo, nobile austriaca (Vienna, n. 1718 - Bruxelles, † 1744)
- Maria Teresa d'Austria, nobile austriaca (Vienna, n. 1717 - Vienna, † 1780)
- Maria Teresa d'Asburgo-Teschen, nobile austriaca (Vienna, n. 1816 - Albano Laziale, † 1867)
- Massimiliano III d'Austria, nobile austriaco (Wiener Neustadt, n. 1558 - Vienna, † 1618)
- Rodolfo IV d'Asburgo, nobile austriaco (Vienna, n. 1339 - Milano, † 1365)
- Maria Cristina d'Asburgo, nobile (Graz, n. 1574 - Hall in Tirol, † 1621)

## Principesse(1)
- Elisabetta d'Asburgo, principessa (Linz, n. 1526 - Vilnius, † 1545)

## Principi(5)
- Ferdinando d'Asburgo, principe (Madrid, n. 1571 - Madrid, † 1578)
- Leopoldo Giovanni d'Asburgo, principe (Vienna, n. 1716 - Vienna, † 1716)
- Baltasar Carlos di Spagna, principe spagnolo (Madrid, n. 1629 - Saragozza, † 1646)
- Don Carlos, principe spagnolo (Valladolid, n. 1545 - Madrid, † 1568)
- Leopoldo Ferdinando d'Asburgo-Lorena, principe austriaco (Salisburgo, n. 1868 - Berlino, † 1935)

## Religiose(1)
- Anna d'Asburgo, religiosa austriaca (Vienna, n. 1318 - Vienna, † 1343)

## Sovrane(12)
- Anna d'Asburgo, sovrana (Graz, n. 1573 - Varsavia, † 1598)
- Caterina d'Asburgo, sovrana (Torquemada, n. 1507 - Lisbona, † 1578)
- Anna d'Asburgo, sovrana (Valladolid, n. 1601 - Parigi, † 1666)
- Cecilia Renata d'Asburgo, sovrana (Graz, n. 1611 - Vilnius, † 1644)
- Elisabetta d'Asburgo, regina (Vienna, n. 1436 - Cracovia, † 1505)
- Guta d'Asburgo, regina (Rheinfelden, n. 1271 - Praga, † 1297)
- Costanza d'Asburgo, regina (Graz, n. 1588 - Varsavia, † 1631)
- Eleonora Maria Giuseppina d'Austria, regina (Ratisbona, n. 1653 - Vienna, † 1697)
- Elisabetta d'Asburgo, regina (Vienna, n. 1554 - Vienna, † 1592)
- Giovanna d'Austria, sovrana (Praga, n. 1547 - Firenze, † 1578)
- Maria Anna d'Asburgo, regina (Linz, n. 1683 - Lisbona, † 1754)
- Maria Teresa d'Asburgo, sovrana spagnola (San Lorenzo de El Escorial, n. 1638 - Versailles, † 1683)

## Sovrani(7)
- Alberto I d'Asburgo, sovrano (Rheinfelden, n. 1255 - Brugg, † 1308)
- Alberto II d'Asburgo, sovrano (Vienna, n. 1397 - Neszmély, † 1439)
- Carlo V d'Asburgo, sovrano (Gand, n. 1500 - Cuacos de Yuste, † 1558)
- Carlo VI d'Asburgo, sovrano (Vienna, n. 1685 - Vienna, † 1740)
- Federico III d'Asburgo, re (Innsbruck, n. 1415 - Linz, † 1493)
- Ferdinando IV d'Asburgo, re (Vienna, n. 1633 - Vienna, † 1654)
- Mattia d'Asburgo, re (Vienna, n. 1557 - Vienna, † 1619)

## Vescovi cattolici(2)
- Werner I d'Asburgo, vescovo cattolico (Costantinopoli, † 1028)
- Carlo d'Asburgo, vescovo cattolico austriaco (Graz, n. 1590 - Madrid, † 1624)

## Senza attività specificata(23)
- Diego d'Asburgo,  spagnolo (Madrid, n. 1575 - Madrid, † 1582)
- Elena d'Asburgo,  austriaca (Vienna, n. 1543 - Hall in Tirol, † 1574)
- Guglielmo I d'Asburgo, duca (Vienna, n. 1370 - Vienna, † 1406)
- Leopoldo IV d'Asburgo, duca (n. 1371 - Vienna, † 1411)
- Margherita d'Asburgo (Innsbruck, n. 1536 - Hall in Tirol, † 1567)
- Maria d'Asburgo (Bruxelles, n. 1505 - Cigales, † 1558)
- Maria Leopoldina d'Asburgo (Innsbruck, n. 1632 - Vienna, † 1649)
- Matilde d'Asburgo, duchessa (Rheinfelden, n. 1253 - Monaco di Baviera, † 1304)
- Ottone IV d'Asburgo, duca (Vienna, n. 1301 - Neuberg an der Mürz, † 1339)
- Venceslao d'Asburgo,  austriaco (Wiener Neustadt, n. 1561 - Madrid, † 1578)
- Rodolfo il Vecchio, conte (Habsburg, n. 1168 - Muri, † 1232)
- Carlo d'Asburgo-Teschen, feldmaresciallo e scrittore austriaco (Firenze, n. 1771 - Vienna, † 1847)
- Eleonora d'Austria, duchessa (Vienna, n. 1534 - Mantova, † 1594)
- Elisabetta d'Austria, duchessa (n. 1285 - † 1352)
- Ferdinando II d'Austria, duca (Linz, n. 1529 - Innsbruck, † 1595)
- Filippo I d'Asburgo, duca (Bruges, n. 1478 - Burgos, † 1506)
- Isabella Clara Eugenia d'Asburgo,  spagnola (Segovia, n. 1566 - Bruxelles, † 1633)
- Leopoldo III d'Asburgo, duca (Vienna, n. 1351 - Sempach, † 1386)
- Margherita Teresa d'Asburgo (Madrid, n. 1651 - Vienna, † 1673)
- Maria Anna d'Asburgo (Wiener Neustadt, n. 1634 - Madrid, † 1696)
- Maria d'Austria, duchessa (Praga, n. 1531 - Niederzier, † 1581)
- Maria di Spagna (Madrid, n. 1528 - Villa Monte, † 1603)
- Massimiliano II d'Asburgo (Vienna, n. 1527 - Ratisbona, † 1576)